# Puebla de Azaba
Pour les articles homonymes, voir Puebla (homonymie) et Azaba.
Puebla de Azaba est une commune de la province de Salamanque dans la communauté autonome de Castille-et-León en Espagne.